# Volcano (Jungle)
Volcano è il quarto album in studio del gruppo musicale britannico Jungle, pubblicato l'11 agosto 2023 tramite Caiola Records e AWAL. È stato preceduto dai singoli Candle Flame, Dominoes, I've Been in Love e Back on 74. L'album include collaborazioni con Erick the Architect, Channel Tres, Roots Manuva, Mood Talk e Bas. La band ha pubblicato contemporaneamente un lungometraggio con lo stesso nome per i membri del loro fan club. Saranno in tournée in Europa e Nord America a sostegno del disco per il resto del 2023.

## Antefatti e descrizione
La band ha scritto l'album durante il tour per il loro album precedente, Loving in Stereo (2021), e ha iniziato a registrarlo in un Airbnb a Los Angeles prima di tornare nello Studio B dei Metropolis Studios a Londra. Josh Lloyd lo ha definito "il disco più onesto che la band abbia mai realizzato", dicendo inoltre: "Abbiamo sempre avuto questo lato soul e questo amore per la musica soul, quindi è sempre stato un po' più basato sulle canzoni. Il nuovo album è solo un'estensione di quel viaggio". Lloyd ha anche affermato che la musica di Jungle "sta ora arrivando a questo punto in cui suona più libera e più improvvisata di quanto non sia mai stata fatta" e l '"energia" di Volcano è "molto veloce ed esplosiva e non così docile".

## Tracce
1. Us Against the World – 3:27 (Josh Lloyd, Thomas McFarland, Lydia Kitto)
2. Holding On – 3:16 (Lloyd, Kitto, Declan,  Lennon)
3. Candle Flame (featuring Erick the Architect) – 2:54 (Lloyd, McFarland, Erick Elliott, Kitto)
4. Dominoes – 2:57 (Lloyd, McFarland, Kitto, Dave, Linden Ben Raleigh)
5. I've Been in Love (featuring Channel Tres) – 2:49 (Lloyd, Kitto, Sheldon Young)
6. Back on 74 – 3:29 (Lloyd, McFarland, Kitto)
7. You Ain't No Celebrity (featuring Roots Manuva) – 2:33 (Lloyd, Kitto, Rodney Smith)
8. Coming Back – 3:21 (Lloyd, Kitto)
9. Don't Play (featuring Mood Talk) – 3:46 (Lloyd, McFarland, Larry H.,  Jordan, Kitto, Jamie Lloyd-Taylor)
10. Every Night – 3:05 (Lloyd, McFarland, Kitto)
11. Problemz – 3:04 (Lloyd, McFarland, Kitto)
12. Good at Breaking Hearts (featuring Jnr Williams and 33.3) – 3:33 (Lloyd, Kitto, Jnr Williams)
13. Palm Trees – 3:19 (Lloyd, McFarland, Kitto)
14. Pretty Little Thing (featuring Bas) – 3:01 (Lloyd, McFarland, Abbas Hamad, Kitto)

## Classifiche

### Classifiche di fine anno
| Classifica (2024) | Posizione |
| ----------------- | --------- |
| Portogallo        | 189       |